# Санс-и-Форес, Бенито
Бенито Санс-и-Форес (исп. Benito Sanz y Forés; 21 марта 1828, Гандия, Испания — 1 ноября 1895, Мадрид, Испания) — испанский кардинал. Епископ Овьедо с 22 июня 1868 по 18 ноября 1881. Архиепископ Вальядолида с 18 ноября 1881 по 30 декабря 1889. Архиепископ Севильи с 30 декабря 1889 по 1 ноября 1895. Кардинал-священник с 16 января 1893, с титулом церкви Сан-Эузебио с 15 июня 1893.